# Hipódromo de Rancho Alegre
El Hipódromo de Rancho Alegre o también llamado "Hipódromo internacional de Rancho Alegre es un recinto deportivo multipróposito de propiedad privada localizado en Ciudad Bolívar, la capital del Estado Bolívar al sur del país sudamericano de Venezuela. Inicio sus operaciones en 2006 (en reemplazo al anterior Hipódromo Municipal de Ciudad Bolívar) como la iniciativa particular del Dr. Matteo Meo Pollino criador de caballos radicado en la región de la Guayana Venezolana.
El espacio no solo realiza actividades relacionadas con el hipismo sino que fue concebido también para actividades culturales y sociales de diversa índole. Fue cerrado temporalmente durante un tiempo mientras una junta liquidadora resolvía diversos asuntos de aspecto legal.
En el Hipódromo de Rancho Alegre se disputan las competencias todos los lunes.